# Лайм (цвет)

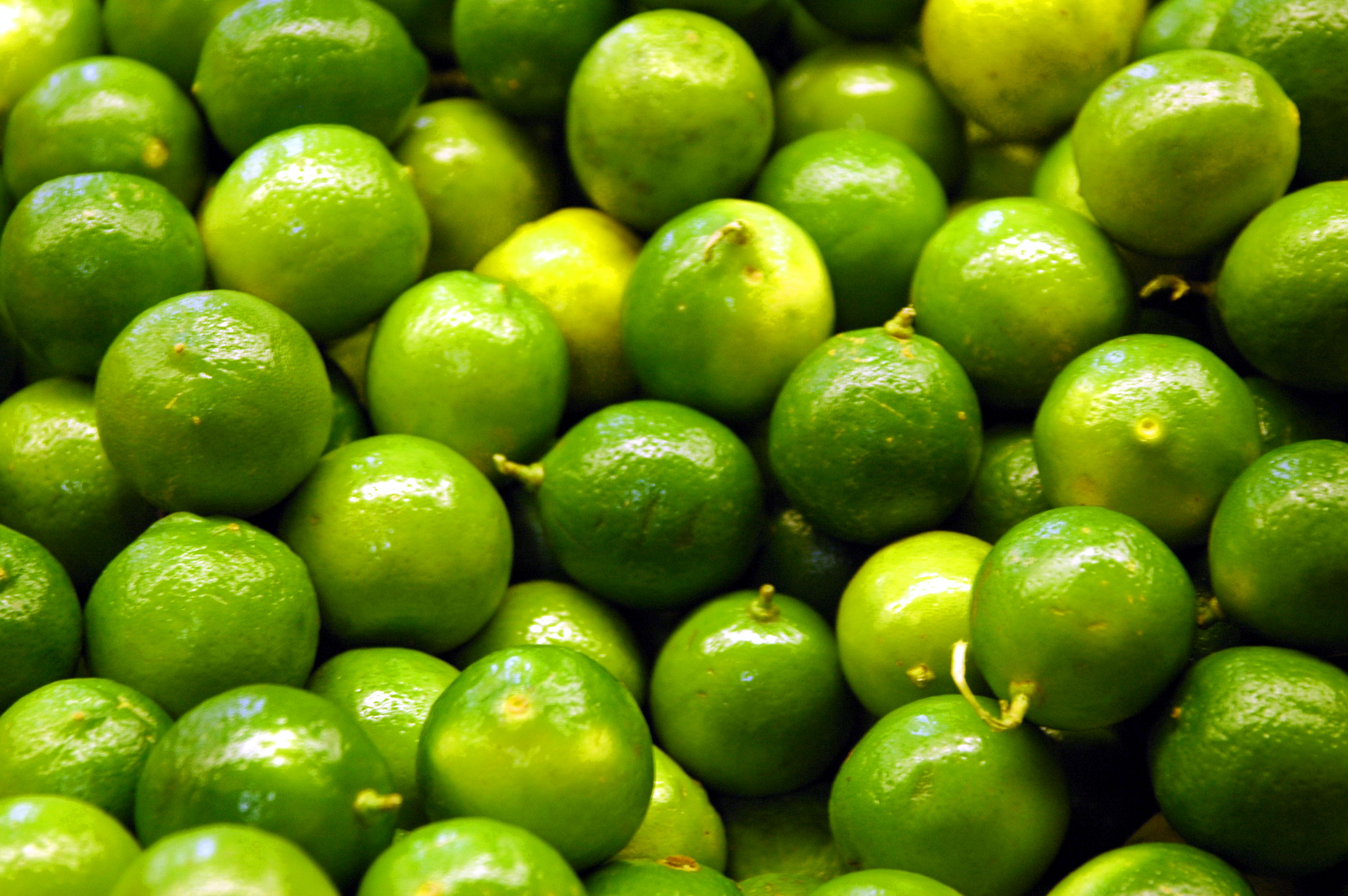
Лайм

Лайм — оттенок между жёлтым и зелёным, близкий к салатовому. Также известен как «зелёный лаймовый», получивший название по цвету фрукта лайм. Находится на три четверти пути между жёлтым и зелёным (ближе к жёлтому, чем к зелёному), между шартрёзом и жёлтым на цветовом круге.

## Лайм (традиционный зелёный лаймовый)
Первая запись о использовании зелёного лаймового цвета датирована 1890 годом.
Лаймовый  #BFFF00  является чистым спектральным цветом, приблизительно 564 нанометров в видимом спектре на диаграмме CIE XYZ.

## Разновидности лаймового

### Электрический лайм
Был создан Crayola в 1990 году.
Оттенок лаймового, популярный в психоделической живописи.

### Цвет в HTML «лайм» (X11 Green)
В HTML лаймовый цвет ближе к зелёному в палитре RGB, и имеет код  #00FF00 .

### Французский лайм
Лаймовый цвет из популярного во Франции списка цветов Pourpre.com.

## Лаймовый цвет в культуре
- В субкультуре геев ношение банданы лаймового цвета означает наличие у носящего фетиша к ситофилии[5].
- Лаймовый цвет является цветом регби команды Canberra Raiders.